# Josip Juraj Strossmayer
 (avril 2016).
Si vous disposez d'ouvrages ou d'articles de référence ou si vous connaissez des sites web de qualité traitant du thème abordé ici, merci de compléter l'article en donnant les références utiles à sa vérifiabilité et en les liant à la section « Notes et références ».
Josip Juraj Strossmayer (aussi appelé Joseph Georg Strossmayer ; né le 4 février 1815 à Osijek (Croatie) et décédé le 8 mai 1905 à Djakovo), évêque catholique de Djakovo et parlementaire croate, joua un rôle de premier plan dans le mouvement national croate. Il fut également un promoteur de l'enseignement supérieur au sein de l'empire d'Autriche-Hongrie, avec la création de l'université de Zagreb.

## Biographie
Son nom est de consonance germanique car son grand-père était un Autrichien originaire de Styrie mais qui s'était marié avec une croate et était venu s'installer en Croatie. Après avoir terminé ses études secondaires à Osijek, il fut diplômé en théologie au séminaire catholique de Djakovo et obtint, à l'âge de 20 ans, un doctorat en philosophie au grand séminaire de Budapest. En 1838, il devint vicaire à Petrovaradin avant d'aller à Vienne (Autriche), en 1840, à l'Augustineum et à l'université de Vienne où il obtint un autre doctorat en philosophie et droit canon en 1842. En 1847, il fut nommé chapelain du palais des Habsbourg (position qu'il conserva jusqu'à en 1859) et recteur de l'Augustineum. 
Le 18 novembre 1849, Strossmayer fut nommé évêque à Djakovo, par l’empereur François-Joseph et sur la proposition du ban de Croatie Josip Jelačić, en tant qu'évêque de Bosnie et de Syrmie. Le pape Pie IX confirma le décret impérial le 20 mai 1850. Strossmayer fut nommé évêque le 8 septembre 1850 et officiellement installé comme évêque de Djakovo le 29 septembre suivant. Dès sa prise de fonction comme évêque, il déclara que son mot d'ordre sera : « Tout pour la foi et pour la patrie. »

### Engagement politique
Durant son séjour à Pest, il sympathisa avec Ján Kollár et collabora avec des hommes politiques tchèques František Palacký et František Rieger sur leur idéal commun d'association politique et culturelle des peuples Slaves. Il était - comme le ban Josip Jelačić - partisan de la monarchie des Habsbourg mais il se battit, néanmoins, pour obtenir plus de droits pour les slaves au sein de l'Autriche-Hongrie. Strossmayer se fit l'avocat de la fédéralisation, de la fusion des royaumes de Dalmatie et de Croatie ainsi que de l'introduction de la langue Croate dans les écoles et l'administration publique. En 1861, Strossmayer prononça devant le Parlement croate un discours sur les relations entre la Croatie et la Hongrie, qui eut un grand retentissement ; il fit de la fédéralisation un objectif et plaida pour la fusion du Međimurje et Rijeka avec le reste de la Croatie. En 1860, il devint le chef du Parti populaire croate qu'il dirigea jusqu'à en 1873. Il fut également élu par le Parlement croate, en 1866, comme président du comité qui devait négocier avec la Hongrie les termes du statut de la Croatie. Toutefois, l'accord croato-hongrois de 1868 fut moins favorable à la cause croate ; Strossmayer protesta contre cet accord car il diminuait l'autonomie du pays en matière budgétaire et financière. Le Parlement constitua, en 1872, une autre délégation pour la modification de l'arrangement fut, à nouveau, un de ses membres mais elle échoua une nouvelle fois. 
Ses derniers échecs politiques entrainèrent le retrait de Strossmayer de la vie politique active et de la direction du parti populaire indépendant. Par la suite, il prit ses distances avec ce parti lorsque ce dernier protesta contre le gouvernement du ban Khuen Hedervary (1883-1903) et insista sur la fusion de toutes les terres croates dans le royaume de Hongrie. En 1888, Strossmayer se retira totalement de la vie politique après que le roi François-Joseph l'ait blâmé pour avoir favorisé les intérêts de la Russie et pour s'opposer à la Hongrie.

### Rôle dans l'Église catholique
Strossmayer soutint l'unification de tous les peuples slaves du sud sous l'égide des Habsbourg et promut l'unification religieuse à travers l'utilisation du rite slavon tant dans l'Église catholique romaine que dans l'Église orthodoxe. Il servit de nonce apostolique auprès de la Serbie où il se rendit à sept reprises entre 1852 et 1886. Il contribua, également, à la signature d'un concordat entre le Saint-Siège et le Monténégro en 1866.
Il s'est distingué au concile Vatican I.

## Succession apostolique
Josip Juraj Strossmayer a ordonné les évêques suivants :
- Évêque Mariano Šunjić (en), O.F.M. (1855)
- Évêque Anđelko Voršak (de) (1898)

## Hommage
- La place Strossmayer, à Prague, est nommée en son honneur.